# Leo Declerck
 (juin 2022).
 (juin 2022).
La mise en forme du texte ne suit pas les recommandations de Wikipédia : il faut le « wikifier ».
Les points d'amélioration suivants sont les cas les plus fréquents. Le détail des points à revoir est peut-être précisé sur la page de discussion.
- Les titres sont pré-formatés par le logiciel. Ils ne sont ni en capitales, ni en gras.
- Le texte ne doit pas être écrit en capitales (les noms de famille non plus), ni en gras, ni en italique, ni en « petit »…
- Le gras n'est utilisé que pour surligner le titre de l'article dans l'introduction, une seule fois.
- L'italique est rarement utilisé : mots en langue étrangère, titres d'œuvres, noms de bateaux, etc.
- Les citations ne sont pas en italique mais en corps de texte normal. Elles sont entourées par des guillemets français : « et ».
- Les listes à puces sont à éviter, des paragraphes rédigés étant largement préférés. Les tableaux sont à réserver à la présentation de données structurées (résultats, etc.).
- Les appels de note de bas de page (petits chiffres en exposant, introduits par l'outil «  Source ») sont à placer entre la fin de phrase et le point final[comme ça].
- Les liens internes (vers d'autres articles de Wikipédia) sont à choisir avec parcimonie. Créez des liens vers des articles approfondissant le sujet. Les termes génériques sans rapport avec le sujet sont à éviter, ainsi que les répétitions de liens vers un même terme.
- Les liens externes sont à placer uniquement dans une section « Liens externes », à la fin de l'article. Ces liens sont à choisir avec parcimonie suivant les règles définies. Si un lien sert de source à l'article, son insertion dans le texte est à faire par les notes de bas de page.
- La présentation des références doit suivre les conventions bibliographiques. Il est recommandé d'utiliser les modèles {{Ouvrage}}, {{Chapitre}}, {{Article}}, {{Lien web}} et/ou {{Bibliographie}}. Le mode d'édition visuel peut mettre en forme automatiquement les références.
- Insérer une infobox (cadre d'informations à droite) n'est pas obligatoire pour parachever la mise en page.

Pour une aide détaillée, merci de consulter Aide:Wikification.
Si vous pensez que ces points ont été résolus, vous pouvez retirer ce bandeau et améliorer la mise en forme d'un autre article.
Pour les articles homonymes, voir Declerck.
Leo Declerck, né à Ostende le 22 avril 1938 et mort à Bruges le 26 septembre 2021, est un prêtre et historien belge.

## Biographie

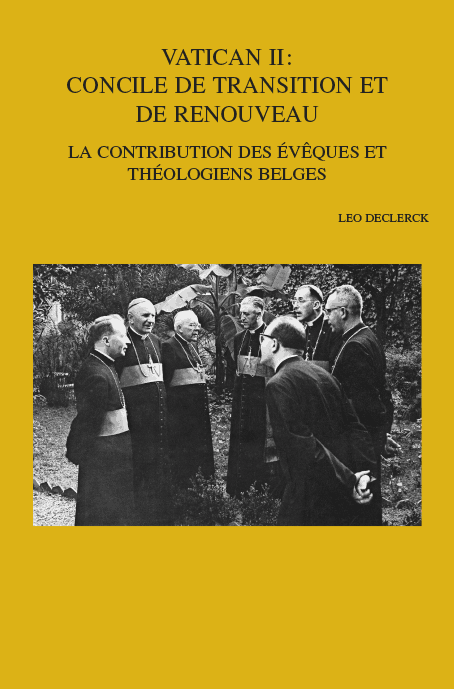
Le dernier livre de Declerck, paru peu avant sa disparition.

Leo Declerck naît à Ostende le 22 avril 1938. Après ses études secondaires, il entre au séminaire du diocèse de Bruges et reçoit l'ordination sacerdotale à Ostende le 26 juillet 1962. Envoyé pour étudier à Rome déjà comme séminariste, il obtient une licence en philosophie (1959) et en théologie (1963) à l’Université pontificale grégorienne.
Après avoir terminé ses études, le recteur du Collège pontifical belge Albert Prignon le veut comme assistant. Ainsi, de septembre 1963 à décembre 1965, Declerck occupe le poste de vice-recteur du Collège belge. À ce titre, il vécut de près le concile Vatican II, leur rendant de nombreux services matériels durant leur séjour à Rome, notamment en se mettant à leur disposition comme archiviste et dactylographe. En particulier, en plus d'assister le recteur Prignon, qui était lui-même expert au Conseil, il a également assisté  les "periti" Gerard Gustaaf Philips et Charles Moeller, acquérant une connaissance approfondie des événements du Conseil et des discussions au sein des commissions du conseil.
À l'issue du concile, en décembre 1965, Leo Declerck est rappelé au diocèse de Bruges où quelques mois plus tard, en 1966, il devient secrétaire du diocèse et de son évêque Emiel Jozef De Smedt, et professeur au grand séminaire. En janvier 1967, il est aussi nommé directeur du secrétariat de la Conférence épiscopale de Belgique.
Le 4 novembre 1972, il devient vicaire général du diocèse de Bruges, responsable de l'éducation et aussi des religieux. Il prend sa retraite en juin 1996 pour des raisons de santé, mais continue à travailler au secrétariat du diocèse.
En 1992, il devient chanoine titulaire du chapitre Saint-Sauveur de la cathédrale de Bruges et en juin 1992 recteur du monastère 'De Wijngaard' dans le béguinage Ten Wijngaarde à Bruges, poste qu'il occupera jusqu'à sa retraite en février 2016.

## Activités d'historien et d'archiviste deVaticanII
Après sa retraite du service diocésain, une seconde carrière débute pour Leo Declerck en 1996, cette fois en tant qu'archiviste des documents de Vatican II et auteur de nombreuses contributions sur le rôle des évêques et experts belges (la soi-disant "équipe belge") à Vatican II.
Déjà dans les années de son service au Collège belge, il avait démontré son talent particulier dans l'inventaire des archives, une activité grâce à laquelle au cours des 25 dernières années de sa vie, avec ses nombreuses publications, il aurait rendu de grands services à la communauté internationale de recherche.

« Un autre soir, Moeller a emmené le professeur Aubert dans ma chambre, où nous avons parlé des archives du Conseil. L'année dernière, j'ai inventorié les archives du collège [belge] et Aubert voudrait avoir tous ces documents dans les archives secrètes [de l'université] de Louvain, ainsi que les papiers de Philips, Moeller, Thils et peut-être même de quelques évêques. »

— Lettre aux parents, 1er novembre 1965.
Avec une grande patience, alliée à une expertise et une compétence considérables, Declerck a inventorié de nombreuses archives conciliaires, dont celles des cardinaux Leo Suenens et Johannes Willebrands et des évêques Emiel Jozef De Smedt, Jozef Maria Heusschen et André Marie Charue. Il a publié les journaux conciliaires du cardinal Johannes Willebrands et de Albert Prignon. Il a également inventorié les archives personnelles du théologien Gérard Gustaaf Philips, du moine de Chevetogne Emmanuel Lanne ainsi que de la Conférence catholique pour les questions œcuméniques.
Déjà engagé depuis plusieurs années dans la précieuse réinvention des archives d'importants protagonistes du concile Vatican II, Leo Declerck est devenu en 2004 assistant scientifique  à la Faculté de théologie et d'études religieuses de la Katholieke Universiteit Leuven. Dans le cadre du Centre d'études sur le concile Vatican II, il a apporté une contribution notable à la publication de documents sur le concile Vatican II et à la reconstitution d'événements cruciaux de l'histoire de l'assemblée conciliaire.
Pour ces mérites, Leo Declerck reçoit le 21 mai 2013 un doctorat honorifique de la Faculté de théologie catholique de l'université Johannes-Gutenberg de Mayence,. 
Au terme de cette longue activité de recherche, il publie le volume Vatican II : Concile de transition et de renouveau, sous-titré La Contribution des évêques et théologiens belges, qui paraît quelques semaines avant sa mort — un recueil de ses contributions les plus importantes à l'histoire de Vatican II. Dans sa préface à ce volume, l'historien français Étienne Fouilloux le définit à juste titre comme « un historien à part entière » et comme « l'un des plus fins et des plus scrupuleux connaisseurs de Vatican II ».
En septembre 2021, la communauté académique internationale des érudits de Vatican II a pleuré sa disparition.

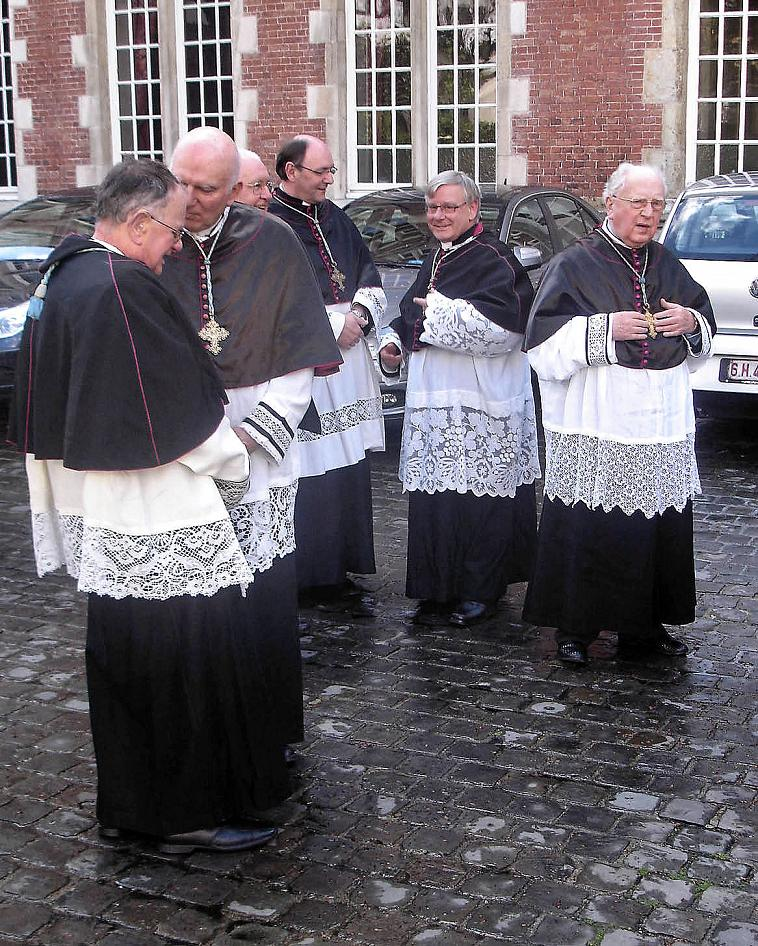
Les chanoines du chapitre de Saint Sauveur à Bruges en 2008, de gauche à droite : Leo Declerck, Adelbert Denaux, Paul Lambrecht, Filip Debruyne, Kris Depoortere, Daniel Quartier.

## Ouvrages
- (con E. Louchez), Inventaire des Papiers conciliaires du cardinal L.-J. Suenens, in: Cahiers de la Revue théologique de Louvain, Louvain-la-Neuve, Faculté de théologie et de sciences religieuses, 1998.
- Brève présentation du "Journal conciliaire" de Mgr Gerard Philips, in: Fattori M., Melloni A. (Eds.), Experience, Organisations and Bodies at Vatican II. Proceedings of the Bologna Conference December 1996, Leuven, Bibliotheek van de Faculteit Godgeleerdheid, 1999, 219-231.
- Prefazione, in: A. Greiler & L. De Saeger (uitg.) Emiel-Jozef De Smedt, Papers Vatican II. Inventory, Leuven: Bibliotheek van de Faculteit Godgeleerdheid, 1999.
- Mgr De Smedt (1909-1995) and the Second Vatican Council, in: A. Greiler & L. De Saeger (uitg.), Emiel-Jozef De Smedt, Papers Vatican II Inventory, Leuven, Bibliotheek van de Faculteit Godgeleerdheid, 1999.
- Le rôle joué par les évêques et periti belges au Concile Vatican II. Deux exemples, in: Ephemerides Theologicae Lovanienses, Louvain Journal of Theology and Canon Law, 2000, 445-464.
- (con E. Soetens), Carnets conciliaires de l'évêque de Namur A.-M. Charue, Louvain-la-Neuve, Publications de la Faculté de Théologie, 2000.
- (con W. Verschooten), Inventaire des papiers conciliaires de Monseigneur Gérard Philips, secrétaire adjoint de la Commission doctrinale. Avec une Introduction par. J. Grootaers, Instrumenta Theologica, Bibliotheek van de Faculteit Godgeleerdheid, Leuven, Uitgeverij Peeters, 2001.
- De rol van de "Squadra Belga" op Vaticanum II, in: Collationes, Tijdschrift voor theologie en pastoraal, 2002, 341-372.
- Das Konzilsarchiv von Kardinal Léon-Joseph Suenens, Erzbischof von Mechelen-Brüssel, in: P. Pfister (uitg.), Julius Kardinal Döpfner und das Zweite Vatikanische Konzil. in: Schriften des Archivs des Erzbistums München und Freising, München, Schnell und Steiner, 2002, 30-40.
- (con A. Haquin), Mgr Albert Prignon, Recteur du Pontificio Collegio Belga, Journal conciliaire de la 4e session, Louvain-la-Neuve, Publications de la Faculté de théologie, 2003.
- (con M. Lamberigts), Le texte d'Hasselt: Une étape méconnue de l'histoire du De Matrimonio (schéma XIII), in: Ephemerides Theologicae Lovanienses. Louvain Journal of Theology and Canon Law, 2004, 485-504.
- Inventaires des papiers conciliaires de monseigneur J. M. Heuschen, évêque auxiliaire de Liège, membre de la commission doctrinale, et du professeur V. Heylen, Leuven, Faculteit Godgeleerdheid, Uitgeverij Peeters, 2005
- (con M. Lamberigts), Nostra Aetate: Vaticanum II over de joden. Een historiek, Collationes, Tijdschrift voor theologie en pastoraal, 2005, 149-177.
- Een standaardwerk over de geschiedenis van het Tweede Vaticaans Concilie (1962-1965), in: Collationes, Vlaams tijdschrift voor theologie en pastoraal, 2006, 97-107.
- Introduction, in: Carnets conciliaires de Mgr Gérard Philips, secrétaire adjoint de la Commission doctrinale, Faculteit Godgeleerdheid, Leuven, Uitgeverij Peeters, 2006
- (con Toon Osaer), Les relations entre le Cardinal Montini - Paul VI (1897-1978) et le Cardinal Suenens (1904-1996) pendant le Concile Vatican II, in: Notiziario, Istituto Paolo VI, 2006, 47-77.
- (con M. Lamberigts), Le rôle de l'épiscopat belge dans l'élection des commissions conciliaires en octobre 1962, in: Leclercq J. (Eds.), La raison par quatre chemins. En hommage à Claude Troisfontaines, Louvain-la-Neuve - Leuven, Éditions Peeters, 279-306.
- La réaction du cardinal Suenens et de l'épiscopat belge à l'encyclique Humanae Vitae. Chronique d'une Déclaration (juillet – décembre 1968), in: Louvaain Journal of Theology and Canon Law, 2008, 1-68.
- (con M. Lamberigts), The Role of Cardinal Léon-Joseph Suenens at Vatican II, in: Donnelly D., Famerée J., Lamberigts M., Schelkens K. (Eds.), The Belgian Contribution to the Second Vatican Council, Leuven, Peeters, 2008, 61-217.
- (con Toon Osaer), Les relations entre le Cardinal Montini / Paul VI (1897-1978) et le Cardinal Suenens (1904-1996) pendant le Concile Vatican II. in: Donnelly D., Famerée J., Lamberigts M., Schelkens K. (Eds.), The Belgian Contribution to the Second Vatican Council,, Leuven, Peeters, 2008, 285-323.
- Les Agendas conciliaires de Mgr J. Willebrands, secrétaire du Secrétariat pour l'Unité des chrétiens, Leuven, Peeters, 2009.
- (con C. Troisfontaines), Témoignage sur Mgr De Smedt et la liberté religieuse, in: R. Latala & J. Rime J. (Eds.), Liberté religieuse et Eglise catholique. Héritage et développements récents, Fribourg, Academic Press, 2009, 25-30.
- (con M. Lamberigts), De bijdrage van Mgr. E.J. De Smedt aan Nostra Aetate, in: Ministrando, 2009, 751-763.
- Prefazione, in: C. Antonelli (Eds.), Il dibattito su Maria nel Concilio Vaticano II. Percorso redazionale sulla base di nuovi documenti di archivio, Padova, Edizioni Messaggero, 2009, 9-13.
- (con C. Troisfontaines), Paul VI et la Liberté religieuse, in: R. Papetti (Eds.), La trasmissione della fede: l'impegno di Paolo VI, Colloquio internazionale di studio, Brescia, 28-29-30 settembre 2007 , Brescia, Istituto Paolo VI, 2009, 121-127.
- (con M. Lamberigts), Mgr. De Smedt en de concilietekst over de Joodse godsdienst, in: Collationes, Vlaams Tijdschrift voor Theologie en Pastoraal, 2010, 81-104.
- Le cardinal Suenens et la question du contrôle des naissances au Concile Vatican II, in: Revue Théologique de Louvain, 2010, 499-518.
- (con M. Lamberigts), Mgr E.J. De Smedt et le texte conciliaire sur la religion juive, in: Ephemerides Theologicae Lovanienses. Louvain Journal of Theology and Canon Law, 2010, 341-384.
- (con M. Lamberigts), Vatican II on the Jews: A Historical Survey, in: Moyaert M., Pollefeyt D. (Eds.), Never Revoked. Nostra Aetate as Ongoing Challenge for Jewish-Christian Dialogue. Leuven, Peeters, 2010, 13-56.
- Les réactions de quelques "periti" du Concile Vatican II à la "Nota Explicativa Praevia" (G. Philips, J. Ratzinger, H. de Lubac, H. Schauf), in: Notiziario, Istituto Paolo, 2011, 47-69.
- 50 jaar na Vaticanum II. De squadra belga, een Belgische ploeg op het concilie! Gesprek met kanunnik Leo Declerck, in: Golfslag, 2011, 297-303.
- (con M. Lamberigts, La contribution de la "squadra belga" au Concile Vatican II, in: Anuario de Historia de la Iglesia, 2012, 157-183.
- Leon Joseph Suenens, in: M. Quisinsky & P. Walter (Eds.), Personenlexikon zum Zweiten Vatikanischen Konzil, Freiburg - Basel - Wien, Herder, 2012, 266-266.
- Albert Prignon, in: M. Quisinsky & P. Walter (Eds.), Personenlexikon zum Zweiten Vatikanischen Konzil, Freiburg - Basel - Wien, Herder, 2012, 221-222.
- (con M. Lamberigts), Mgr Willebrands and Nostra Aetate 4, Diplomacy and Pragmatism, in: A. Denaux & P. De Mey (Eds.), The Ecumenical Legacy of Johannes Cardinal Willebrands, Leuven, Peeters, 2012, 245-259.
- Charles Moeller, in: M. Quisinsky & P. Walter (Eds.), Personenlexikon zum Zweiten Vatikanischen Konzil. Freiburg - Basel - Wien, Herder, 2012, 194-194.
- André Marie Charue, in: M. Quisinsky & P. Walter (Eds.), Personenlexikon zum Zweiten Vatikanischen Konzil. Freiburg - Basel - Wien, Herder, 2012, 76-76.
- Mgr Emiel-Jozef De Smedt et le Concile Vatican II. Notes et documents, 2012
- (con M. Lamberigts), Gaudet Mater Ecclesia, Johannes XXIII's openingsrede op het Tweede Vaticaans Concilie, in: Collationes, Tijdschrift voor Theologie en Pastoraal, 2012, 363-379.
- Inventaire des archives personnelles du Cardinal J. Willebrands, Secrétaire (1960-1969) et Président (1969-1989) du Secrétariat pour l'unité des chrétiens, Archevêque d'Utrecht (1975-1983), Leuven, Faculteit Theologie en Religiewetenschappen, Peeters, 2013.

## Recueil d'oeuvres
- Leo Declerck (préf. Étienne Fouilloux), Vatican II : Concile de transition et de renouveau : La contribution des évêques et théologiens belges, Louvain, Peeters, coll. « Bibliotheca Ephemeridum Theologicarum Lovaniensium » (no 323), 2021, XVIII-524 p. (ISBN 9789042946064 et 9789042946071).